# 護法神
護法（藏語：ཆོས་སྐྱོང༌，威利转写：chos skyong，羅馬化：Dharmapāla，直译：正法守護者）又称作達磨波羅、護法神、護法鬼神、諸天鬼神、護法龍天、諸天善神、諸天善神諸大眷屬，是佛教的守护神灵，護法分为两种，世護（lokapala）和智護（jnanapala），只有智護才是证悟者。其中手持金刚杵的鬼神、明王等又称作執金剛神。道教引入護法神概念，指护佑宗教及其场所、信徒的神明或鬼神。

## 概论
佛教所指之護法是「常律、規律、律法維護者」，所以可以是任何界、任何天之中的生靈（或眾生），而不僅限於神、鬼神、佛、菩薩；而道教的護法是指守護着宗教及其经文典籍的流佈和长存，守護着道观、道士免受妖魔鬼怪侵扰，守護着信徒的平安以及供给他们衣食，令他们可以修行順利的神、仙人、鬼神。
佛教中「具有強大法能者或界天的持有、管理者之護法」的来源多种多样，其中较常见的是吸收其他信仰体系、宗教與民間信仰的神靈進入自己的宗教，如佛教常以婆羅門教的梵天、大自在天、那羅延天、帝釋天、四大天王等神為護法，道教則時常吸收各地的民間神祇進入護法體系，如王靈官、馬靈官、溫元帥、康元帥等。佛教认为鬼神（甚至也包含了道教的一些神明，紫微星君、泰山府君屬於二十四天）是可以通过教化、皈依佛法成为護法，如鬼子母、藏传佛教中诸多神祇等，祂们大多一开始反抗佛教，後来皈依佛祖，誓願护持佛法；因为同样的原因，有时一些歷史上的武將也能吸收进入護法体系，如传说智者大师将关羽招为伽蓝菩萨（守护伽蓝寺院的护法菩萨）。道教的護法通常也是武将，不过道教的理论认为在人间有名的贤臣忠将，死後得以升天为神，具有神力，故可吸收入神祇体系，如以秦叔寶、尉遲恭為鎮護廟門的門神。日本神道教中的牛頭天王、八幡神、三寶荒神也被列入佛教護法。而东南亚上座部佛教的传统则是以歷史上有功於护持發揚佛教的國王爲護法。
在佛教，還有一種特殊的護法：明王。明王是諸佛、菩薩用以降魔的忿怒化身，以鎮護佛門為己任，並調服不信從佛法的剛強眾生，以不動明王最負盛名，密宗傳說不動明王曾經折服大自在天。有时一些鬼神护法也被视为佛菩萨的化身，如《药师经》中最後出现的十二神将本是夜叉鬼，被认为是佛菩萨化身，故也称十二神明王。

## 諸天鬼神

### 八方天和十二天
婆羅門教（印度教前身）中有八方天之謂，即居東、南、西、北、東南、西南、西北、東北八方的護法。佛教密教吸收爲護法部眾，也稱爲「八方天」。
| 漢譯名                | 梵文名       | 印度教名 | 方位 |
| --------------------- | ------------ | -------- | ---- |
| 持國天                | Dhṛtarāṣṭra  | 因陀羅   | 東   |
| 火天                  | Agni         | 阿耆尼   | 東南 |
| 增長天 （毘樓勒叉）   | Virūḍhaka    | 閻摩     | 南   |
| 羅刹天                | Rākṣasa      | 羅剎     | 西南 |
| 廣目天 （毘樓博叉）   | Virūpākṣa    | 伐樓那   | 西   |
| 風天                  | Pāfanna/Vāyu | 伐由     | 西北 |
| 多聞天 （毘沙門）     | Vaiśravaṇa   | 俱毗羅   | 北   |
| 伊舍那天 （自在天王） | Īśāna        | 濕婆     | 東北 |

後佛教密宗在八方天又添加爲十二天，分別是：
| 漢譯名                | 梵文名       | 印度教名 | 方位     |
| --------------------- | ------------ | -------- | -------- |
| 持國天                | Dhṛtarāṣṭra  | 因陀羅   | 東       |
| 火天                  | Agni         | 阿耆尼   | 東南     |
| 增長天 （毘樓勒叉）   | Virūḍhaka    | 閻摩     | 南       |
| 羅刹天                | Rākṣasa      | 羅剎     | 西南     |
| 廣目天 （毘樓博叉）   | Virūpākṣa    | 伐樓那   | 西       |
| 風天                  | Pāfanna/Vāyu | 伐由     | 西北     |
| 多聞天 （毘沙門）     | Vaiśravaṇa   | 俱毗羅   | 北       |
| 伊舍那天 （自在天王） | Īśāna        | 濕婆     | 東北     |
| 梵天                  | Brahmā       | 梵天     | 天（上） |
| 地天                  | pṛthivī      | 頗哩提毗 | 地（下） |
| 日天                  | Sūrya        | 蘇利耶   | 日       |
| 月天                  | Cāndra       | 蘇摩     | 月       |

### 十六天
有兩種說法。
- 《八字文殊儀軌》所稱之“十六大天外護”，分別是[8]：

1. 東方：帝釋天、帝釋后
2. 南方：焰摩天、焰摩后
3. 西方：水天、水天后
4. 北方：毘沙門天、毘沙門后
5. 東南：火天、火天后
6. 西南：羅剎天、羅剎后
7. 西北：風天、風天后
8. 東北：伊舍那天、伊舍那后

- 佛教密宗中稱爲十六天者，分別為[9]：

1. 大梵天
2. 帝释天
3. 多闻天王（四天王之一）
4. 持国天王（四天王之一）
5. 增长天王（四天王之一）
6. 广目天王（四天王之一）
7. 密迹金刚
8. 摩醯首罗天
9. 散脂大将
10. 大辩才天
11. 大功德天
12. 韦驮天（室健陀天）
13. 坚牢地神
14. 菩提树神
15. 鬼子母神
16. 摩利支天

### 二十天和二十四天
二十天又叫二十諸天，由十六天添加而來，分別是：
1. 大梵天
2. 帝释天
3. 多闻天王（四天王之一）
4. 持国天王（四天王之一）
5. 增长天王（四天王之一）
6. 广目天王（四天王之一）
7. 密迹金刚
8. 摩醯首罗天
9. 散脂大将
10. 大辩才天
11. 大功德天
12. 韦驮天（室健陀天）
13. 坚牢地神
14. 菩提树神
15. 鬼子母神
16. 摩利支天
17. 日宫天子
18. 月宫天子
19. 娑竭羅龙王
20. 阎摩罗王

在漢傳佛教中，於二十天外又添加了四位神祇（包括道教神祇），稱爲二十四天：
1. 大梵天
2. 帝释天
3. 多闻天王（四天王之一）
4. 持国天王（四天王之一）
5. 增长天王（四天王之一）
6. 广目天王（四天王之一）
7. 密迹金刚
8. 摩醯首罗天
9. 散脂大将
10. 大辩才天
11. 大功德天
12. 韦驮天（室健陀天）
13. 坚牢地神
14. 菩提树神
15. 鬼子母神
16. 摩利支天
17. 日宫天子
18. 月宫天子
19. 娑竭羅龙王
20. 阎摩罗王
21. 紧那罗王
22. 紫微大帝
23. 东岳大帝
24. 雷神

### 二十八部眾
佛教密宗中另有二十八部眾，爲觀音菩薩之部屬，也是由方位神的概念衍化而來。